# グランランド
グランランド （Grand'Landes）は、フランス、ペイ・ド・ラ・ロワール地域圏、ヴァンデ県のコミューン。

## 歴史
グランランド教区は、リュソン教区に完全に依存していたが、1789年まで歴史的なブルターニュの一部だった。
1861年6月18日の法律によって、グランランドのコミューン面積の一部がロワール＝アンフェリウール県（現在のロワール＝アトランティック県）のルジェおよびトゥーヴォワに分割された。このことが2つの県の間に境界の再定義を引き起こした。

## 人口統計
| 1962年 | 1968年 | 1975年 | 1982年 | 1990年 | 1999年 | 2008年 | 2013年 |
| ------ | ------ | ------ | ------ | ------ | ------ | ------ | ------ |
| 533    | 480    | 398    | 375    | 407    | 381    | 472    | 605    |

参照元:1962年から1999年まで人口の2倍カウントなし。1999年までEHESS/Cassini、2004年以降INSEE

### ノート
1. ↑  Réélu en 2008.